# Флаг Раздольевского сельского поселения
Флаг муниципального образования «Раздо́льевское сельское поселение» Приозерского муниципального района Ленинградской области Российской Федерации — опознавательно-правовой знак, служащий официальным символом муниципального образования.
Флаг утверждён 20 марта 2009 года и внесён в Государственный геральдический регистр Российской Федерации с присвоением регистрационного номера 4928.

## Описание флага
«Флаг муниципального образования Раздольевское сельское поселение муниципального образования Приозерский муниципальный район Ленинградской области представляет собой прямоугольное полотнище с отношением ширины флага к длине — 2:3, воспроизводящее композицию герба муниципального образования Раздольевское сельское поселение муниципального образования Приозерский муниципальный район Ленинградской области в зелёном, белом и красном цветах».
Геральдическое описание герба гласит: «В зелёном поле серебряная отвлечённая волчья голова с червлёным (красным) языком и зубами, сопровождаемая внизу, в оконечности серебряным волнистым поясом».

## Обоснование символики
Флаг составлен на основании герба муниципального образования, в соответствии с традициями и правилами геральдики и отражает исторические, культурные, социально-экономические, национальные и иные местные традиции.
Белая волнистая полоса символизирует реку Волчья, а отвлечённая (оторванная) серебряная волчья голова — аллегория названия реки.
Красный цвет — право, мужество, самоотверженность любовь, храбрость, неустрашимость, символ труда, жизнеутверждающей силы, праздника, красоты, солнца и тепла.
Зелёный цвет — возрождение природы каждую весну, цвет лесных и сельскохозяйственных угодий. Символ жизни, возрождения природы и плодородия. Леса занимают около 80 % территории муниципального образования и являются одним из основных его богатств.
Белый цвет (серебро) — чистота помыслов, искренность, правдивость, невинность, благородство, откровенность, непорочность, надежда.